# Sibila de Cumas

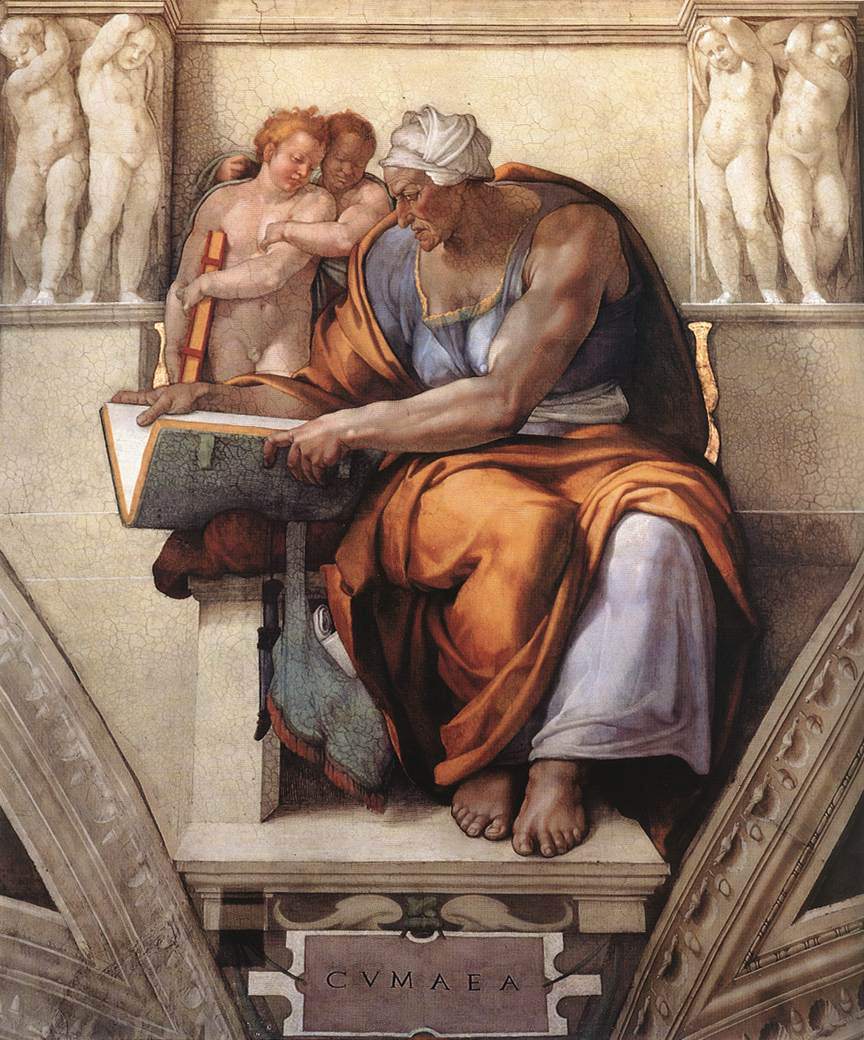
La sibila cumana de Miguel Ángel en la Capilla Sixtina.

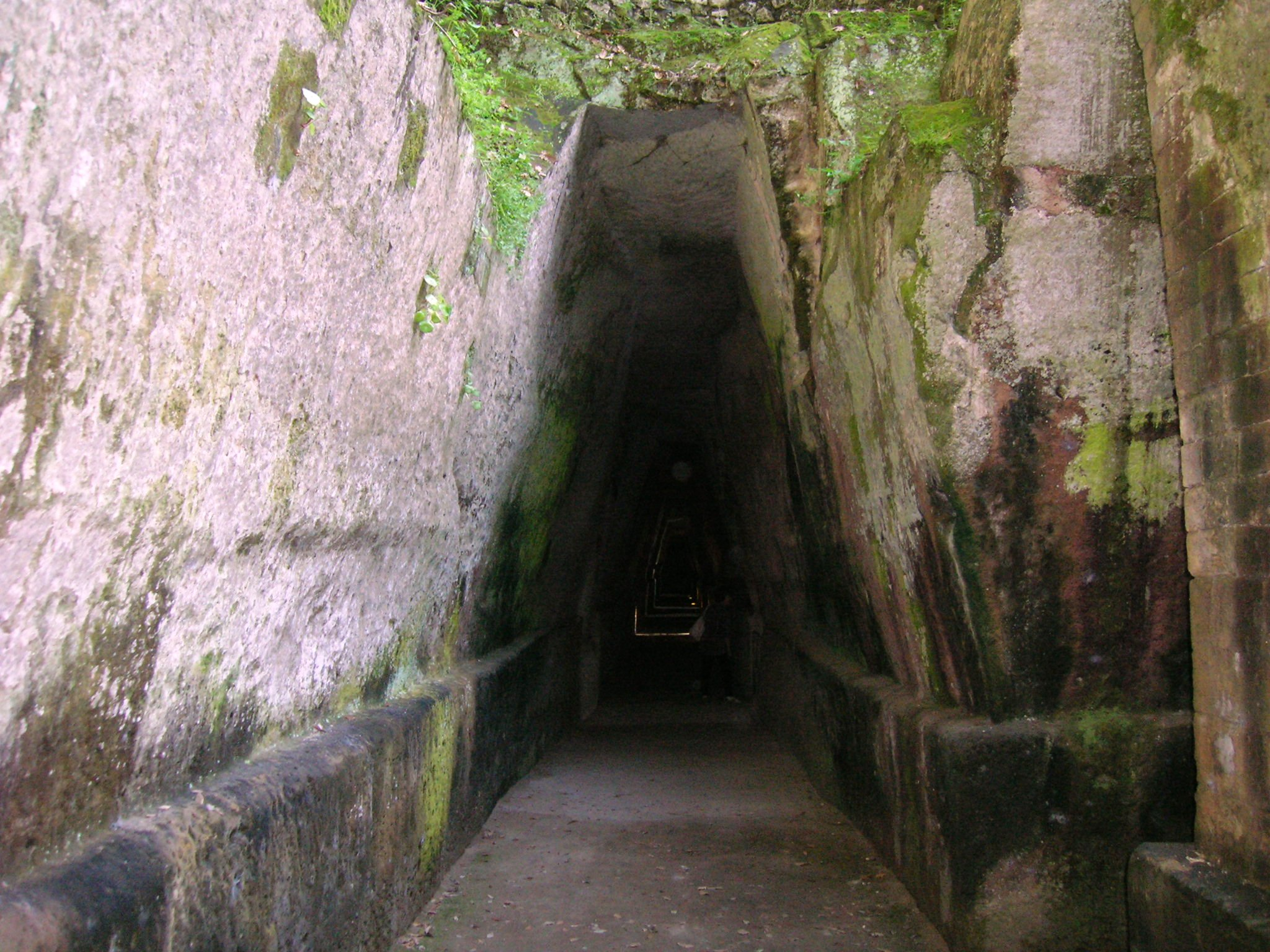
Cueva de la Sibila de Cumas.

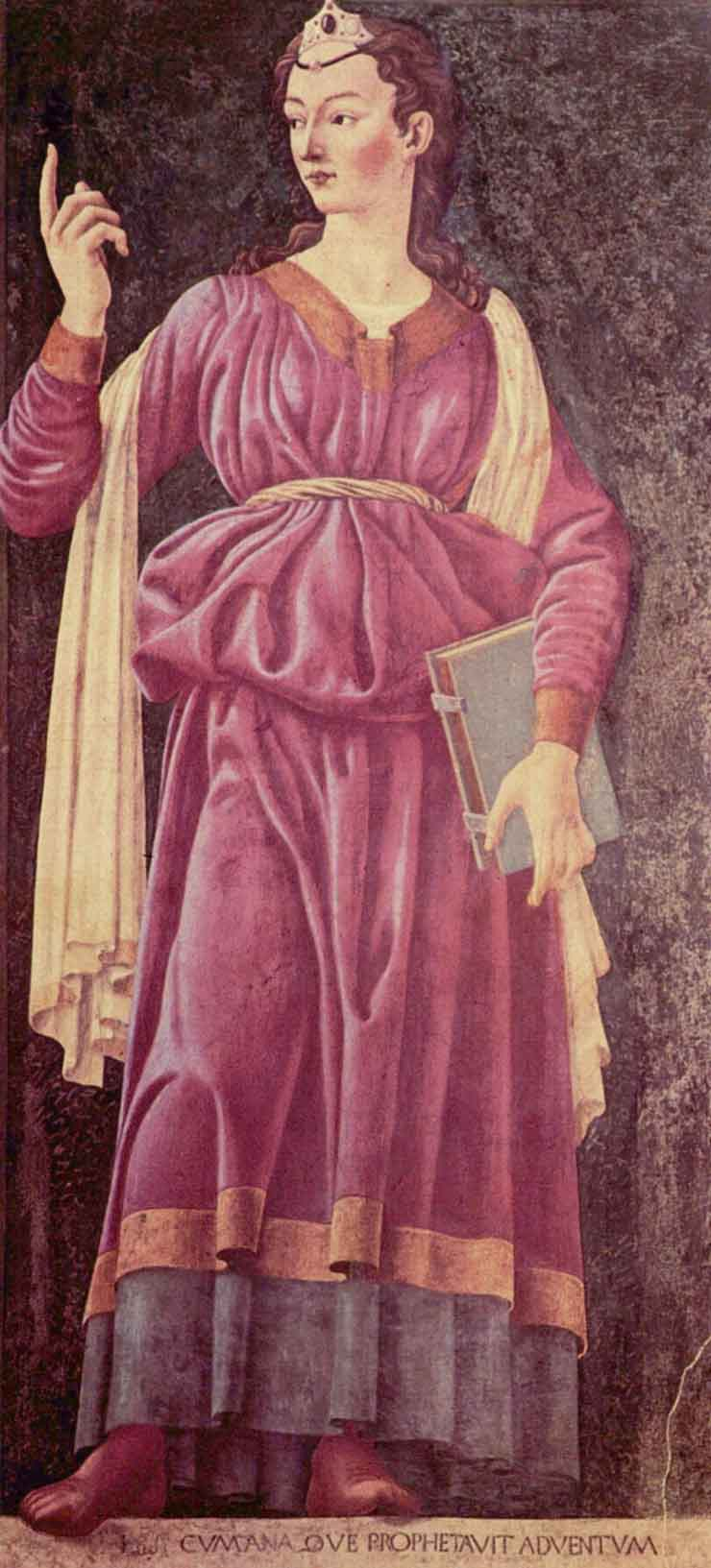
Sibila cumana de Andrea del Castagno.

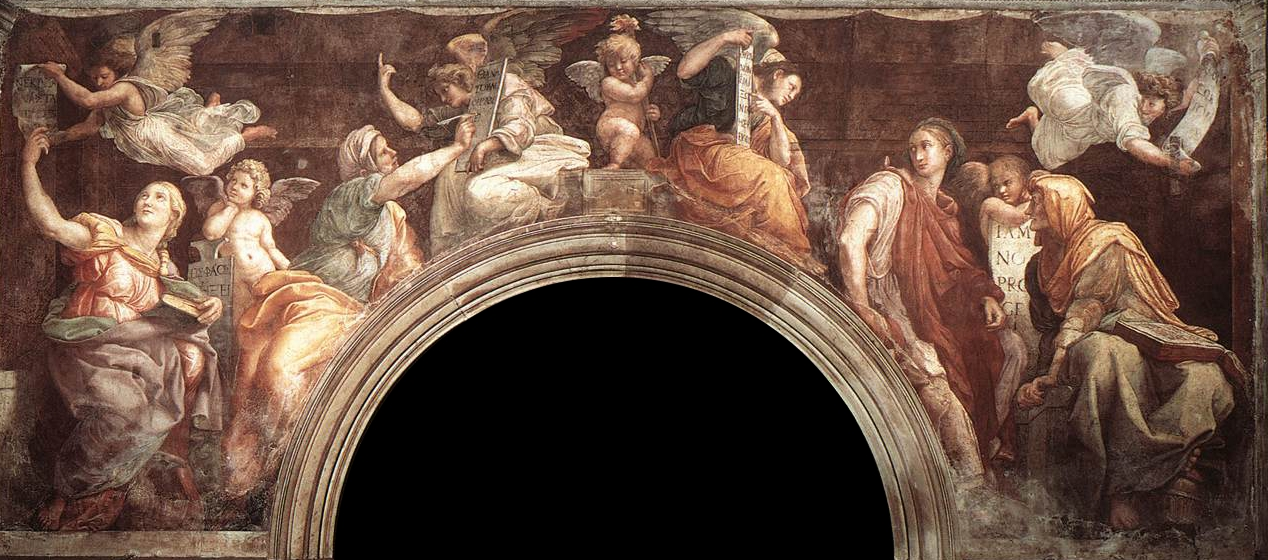
Fresco Sibilas recibiendo instrucciones de los ángeles de Rafael Sanzio en Santa Maria della Pace. La cumana es la primera de la izquierda.

En la mitología griega, la Sibila de Cumas o sibila cumana era natural de Eritras, ciudad importante de Jonia (en la costa oeste de la actual Turquía). Su padre era Teodoro y su madre una ninfa. Se cuenta de ella que nació en una gruta del monte Córico. Nació con el don de la profecía y hacía sus predicciones en verso. Se la conocía como Sibila de Cumas porque pasó la mayor parte de su vida en esta antigua ciudad de la Magna Grecia, en la costa del mar Tirreno, en la actual área metropolitana de Nápoles, Campania, al sur de Italia.

## Historia
En la Antigüedad se la consideró como la más importante de las diez sibilas conocidas. A esta se la llamaba también Deífoba, palabra que significa deidad o forma de dios. Apolo era el dios que inspiraba las profecías de las sibilas y prometió que concedería un deseo a la sibila de Cumas. Ella cogió un puñado de arena en su mano y pidió vivir tantos años como partículas de tierra había cogido; pero se le olvidó pedir la eterna juventud, así es que con los años empezó a consumirse tanto que tuvieron que encerrarla en una jaula que colgaron del templo de Apolo en Cumas. La leyenda dice que vivió nueve vidas humanas de 120 años cada una.
También se cuenta de ella —así lo recoge la Eneida— que en una ocasión guio por el Hades a Eneas, príncipe troyano, para que visitara a su padre Anquises.
En otra ocasión la sibila se presentó ante el rey romano Tarquinio el Soberbio como una mujer muy anciana y le ofreció nueve libros proféticos a un precio extremadamente alto. Tarquino se negó pensando en conseguirlos más baratos y entonces la sibila destruyó tres de los libros. A continuación le ofreció los seis restantes al mismo precio que al principio; Tarquinio se negó de nuevo y ella destruyó otros tres. Ante el temor de que desaparecieran todos, el rey aceptó comprar los tres últimos pero pagó por ellos el precio que la sibila había pedido por los nueve. Estos tres libros fueron guardados en el templo de Júpiter y eran consultados en situaciones muy especiales. En 83 a. C. el fuego destruyó los llamados Libros Sibilinos originales y hubo que formar una nueva colección que no ha llegado hasta nuestros días porque en 405 el general romano Estilicón ordenó su destrucción. Estos libros ejercieron gran influencia en la religión romana hasta el reinado de Augusto.
Parece que Cicerón pudo leer los libros sibilinos pues dice que estaban trabajados y escritos con arte y diligencia y que eran acrósticos. San Agustín en su Ciudad de Dios, libro XVIII, cap. 23, habla de un acróstico de la sibila eritrea cuyas letras iniciales formaban este sentido: Ιησούς Χριστός, Υιός του Θεού, Σωτήρας, Jesucristo hijo de Dios, salvador.

## Atributos
A la sibila de Cumas se la suele representar con unos libros como referencia a los libros sibilinos que contienen los oráculos. Suele ir vestida con una indumentaria lujosa.

## Presencia en el arte
Aparece la Sibila de Cumas, por ejemplo, en los frescos del techo de la Capilla Sixtina, obra de Miguel Ángel, en la iglesia romana de Santa Maria della Pace, obra de Rafael Sanzio, en la Capella Nuova de la Catedral de Orvieto, en el Políptico de Gante o en un mosaico pavimental en la Catedral de Siena.